# Pedro Santana (municipio)
Pedro Santana es un municipio de la República Dominicana, que está situado en la provincia de Elías Piña.

## Toponimia
El nombre de la ciudad es en honor de Pedro Santana, el primer presidente constitucional del país.

## Distritos municipales
Está formado por los distritos municipales de:
| Nombre        | Código   |
| ------------- | -------- |
| Pedro Santana | 07070501 |
| Río Limpio    | 07070502 |

## Demografía
En el censo de 2002 la población era de 4.043, de la cual la urbana es 1.183 (29,26%) y la población rural es 2.860. A su vez, 2.207 eran hombres y 1.836 mujeres.

## Historia
Mediante la Ley n.º 3208 del 3 de marzo de 1952, el Distrito Municipal de Pedro Santana, de la Común de Bánica, fue elevado a la categoría de común (municipio).

## Economía
La principal actividad económica del municipio es la agropecuaria.